# スーダンの港湾
スーダンの港湾（スーダンのこうわん、英語: Ports and harbours in Sudan）は、スーダンにおける港湾について記す。

## 一覧
- オセイフ港
- ポートスーダン港 (Port of Port Sudan)（ポートスーダン）
- マルサ・バシャーエル港（バシャール港） (Port of Marsa Bashayer)（ポートスーダン）
- オスマン・ディグナ港（スアキン港） (Port of Digna)（スアキン（英語版））
- ハイドゥーブ港